# Kris Jenner
Kristen Mary Jenner (rozená Houghton; dříve Kris Kardashian, * 5. listopadu 1955 San Diego) je americká televizní osobnost, producentka, herečka a podnikatelka, která se proslavila zejména rodinnou reality show Držte krok s Kardashians (2007–2021).
Jejím prvním manželem byl právník Robert Kardashian, který obhajoval O. J. Simpsona v roce 2003, v témže roce i zemřel. S ním má čtyři děti: Kourtney, Kim, Khloe a Roba. Ze druhého manželství s olympijským vítězem Brucem Jennerem má dvě dcery, Kendall a Kylie, které jsou taktéž neméně slavné.

## Život
Kris se narodila v San Diegu, v Kalifornii, 5. listopadu 1955 jako nejstarší ze dvou dětí Mary Jo „M. J.“ Shannonové, rozené Campbellové, která vlastnila obchod s dětským oblečením, a Robertovi True „Bobovi“ Houghtonovi (1931–1975), jež pracoval jako inženýr. Když bylo Kris sedm, tak se její rodiče rozvedli. Ona a její mladší sestra, Karen Caseyová, vyrůstali s matkou, která se znovu provdala za byznysmena Harryho Shannona (1926–2003), který své ženě pomáhal dcery vychovávat. Z druhého manželství její matky má bratra Stevena „Steva“ Shannona. Pomáhala matce v obchodě s dětskými potřebami.
V roce 1973 absolvovala Clairemont High School. Pracovala pro American Airlines jako letuška do roku 1976.

## Kariéra
Kris Jennerová vlastní produkční společnost Jenner Communications, která sídlí v Los Angeles a v počátcích podniku pomáhala jejím dcerám, zejména tedy Kim Kardashian Westové, kdy ji byla manažerkou. Před, ale i během, začátků rodinné reality show Keeping Up with the Kardashians (česky: Držte krok s Kardashians) byla manažerkou i pro další její děti a starala se o růst jejich kariérních úspěchů.
V roce 2004 spolu se svou nejstarší dcerou Kourtney otevřela obchod „Smooch“ s dětskými potřebami po vzoru její matky. Obchod byl v provozu skoro sedm let, dokud ho v roce 2011, kvůli přepracovanosti její dcery, nezavřeli. V roce 2006 spoluzakládala obchod s jejími nejstaršími dcerami, Kourtney, Kim a Khloe, který se jmenoval D-A-S-H. Měl sídlo v Calabasass, a poté i v Miami, New Yorku i v L. A. Všechny pobočky byli v roce 2016 zavřeny. V roce 2015 stála u zrodu kosmetického impéria její nejmladší dcery Kylie, kdy ji pomáhala financovat nově vznikající firmu Kylie Cosmetics.

### Spisovatelka
Napsala autobiografii i kuchařku.
- Kris Jenner... a všechno Kardashianové (2011; Kris Jenner... and All Things Kardashian)
- V kuchyni s Kris: Kolekce specialit rodu Kardashian-Jenner (2014; In the Kitchen with Kris: A Kollection of Kardashian-Jenner Family Favourites)

### Televizní osobnost

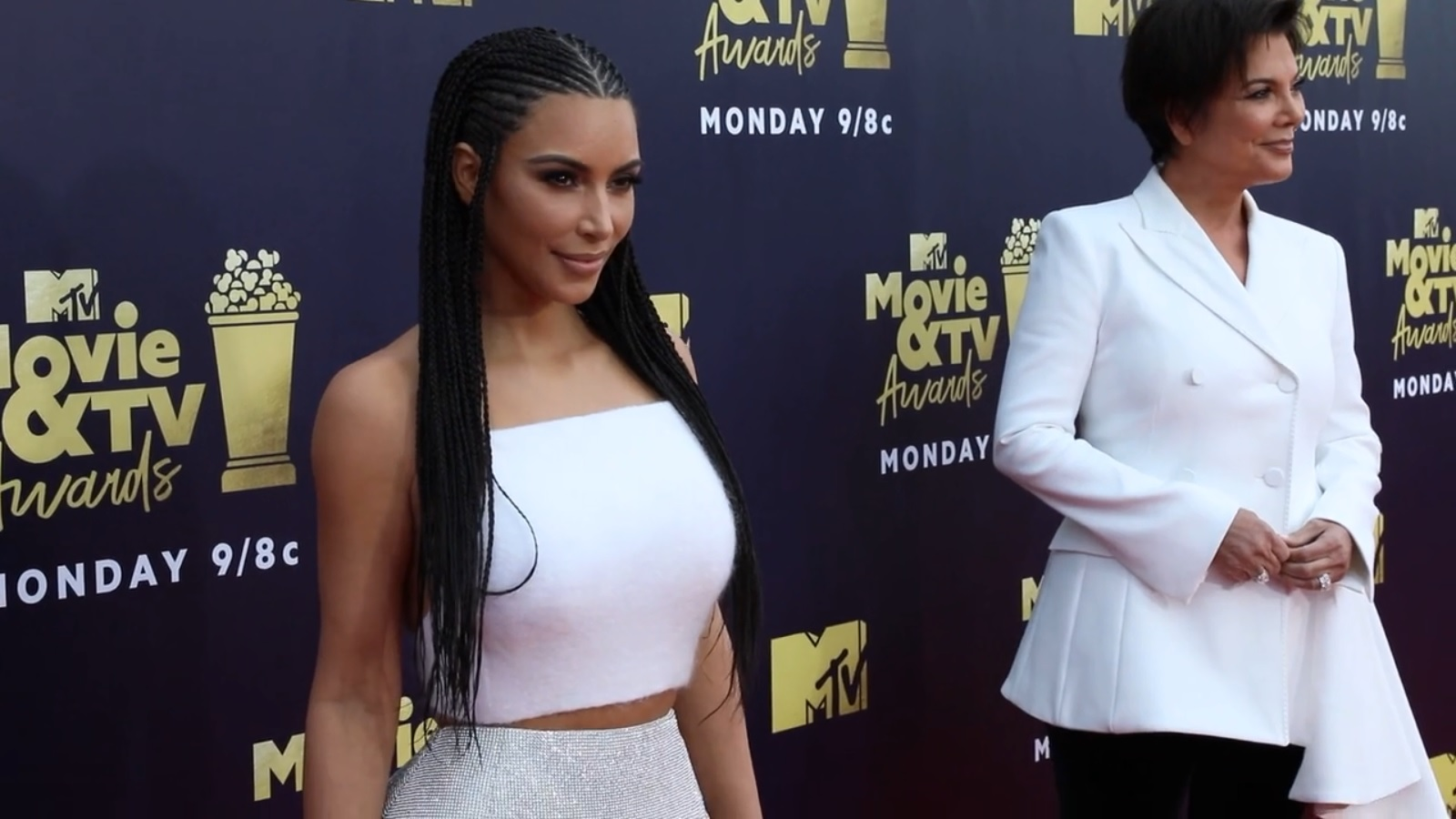
Kim Kardashian a Kris Jenner na předávání hudebních cen MTV

Kromě rodinné reality show mimo jiné Kris Jenner hostovala v pop kulturní denní talk show, která se jmenovala Kris. Série se začala vysílat v roce 2013, přičemž trvala šest týdnů v létu. Vysílala se na stanici Fox.
Zajímavost: Její někdejší zeť Kanye West právě v tomto pořadu publikoval první fotografii jeho dcery North Westové, kterou má s její dcerou Kim.

### Keeping Up with the Kardashians aneb Držte krok s Kardashians
Jennerová se v roce 2007 potkala s televizním producentem Ryanem seacrestem, který ji nabídl možnost, při které by její rodina byla doprovázená televizním kamerami. Jennerová váhala, ale poté se s celou rodinou sešli v kancelářích televizní stanice E! a podepsali smlouvu. Seriál vznikl na základě již dávno objeveného formátu. Natáčel se po vzoru rodinné reality show s názvem The Osbournes, kde se objevila celebrita Ozzy Osbourne a jeho rodina.

Jennerová v roce 2007 o seriálu řekla:
Takhle... máme malé holčičky, jejich starší šílené sestry, a pak je tu můj syn. [...] Všichni si myslí, že, když jsou spolu tak budou vyvolávat drama v jejich životech, a je to možná pravda... něco, co cítím, ale nemyslím na to. Je to ve hvězdách, jak to dopadne.
Populární reality show odzvonil konec. Rodina v září 2020 oznámila konec seriálu s 20. sérií, přestože je seriál proslavil. .
Jennerová se stala producentkou seriálu. Seriál se zabývá osobními a profesionálními životy rodiny Kardashian-Jennerů. Seriál si odbyl televizní debut 14. října 2007 a stal se nejdéle běžící reality show v USA. Kvůli nevídanému úspěchu bylo natočeno i několik volných pokračování, tzv. spin-offů, jako například: Kourtney and Khloé Take Miami (2009), Kourtney and Kim Take New York (2011), Khloé & Lamar (2011), Rob & Chyna (2016) and Life of Kylie (2017).